# Geal-Chàrn
Geal-Chàrn – szczyt we Wzgórzach Ben Alder, w Grampianach Centralnych. Leży w Szkocji, w regionie Highland. 